# Koninklijk Paleis van Sevilla
Het Koninklijk Paleis van Sevilla (Spaans: Alcázar Real de Sevilla of Reales Alcázares de Sevilla) is een koninklijk paleis in de Spaanse stad Sevilla. Alcázar is een Spaans woord voor (versterkt) kasteel, afgeleid van het Arabische القصر, al-qasr, dat "vesting", "slot" of "paleis" betekent.

## Beschrijving
Het paleiscomplex is waarschijnlijk het oudste koninklijk paleis van Europa dat nog steeds als zodanig in gebruik is. Het is een van de beste voorbeelden van Mudéjar-architectuur, een bouwstijl in het door de christenen heroverde Spanje die sterk beïnvloed was door de voorgaande Moorse cultuur. Het Alcázar werd, samen met de kathedraal van Sevilla en het Archivo General de Indias, in 1987 op de Werelderfgoedlijst geplaatst.
Oorspronkelijk stond op de plek van het Alcázar een Romeins en later Visigotisch fort. In 913 gaf Abd-ar-Rahman III, de eerste kalief van Al-Andalus, opdracht tot de bouw van een kasteel op de plek. In de 11e eeuw liet Al-Moetamid, de laatste koning van de Abbadiden-dynastie, het kasteel uitbreiden tot een paleis met de naam Al-Moewarak. Na de overwinning van Alfons X van Castilië op de Moren in de 13e eeuw liet Alfons het paleis verder uitbreiden. Koning Peter I van Castilië gaf opdracht tot de bouw van een nieuw paleis op de locatie. De bouw van deze Alcázar begon in 1364. Peter gebruikte veel Moorse bouwmeesters, die het rijk versierde paleis een duidelijk Moorse stijl gaven. Het Alcázar werd verder uitgebreid door latere koningen. Zo voegde keizer Karel V in de 16e eeuw elementen in gotische en renaissance-stijl toe aan het paleis.
Een bekend deel van het paleis is de Patio de las Doncellas. Deze patio werd aangelegd door Moorse bouwmeesters in opdracht van Peter I. Centraal in de patio is een langwerpige vijver, omgeven door verzonken tuinen en een galerij die toegang geeft tot ontvangstzalen. De bovenetage in Italiaanse renaissancestijl werd toegevoegd tijdens de regeerperiode van Karel V. De patio werd later bedekt met een marmeren vloer. De patio werd gebruikt als het hof van de koning van Jeruzalem in de film Kingdom of Heaven. Kort voor de filmopnames werd de patio gerestaureerd en in oorspronkelijke staat teruggebracht, maar voor de filmopnames werd de vloer van de patio weer tijdelijk bedekt met marmer.
Het paleiscomplex omvat ook het Casa de Contratación ("contracthuis"), gebouwd in 1503 in opdracht van Isabella I van Castilië en Ferdinand II van Aragón. Het Casa de Contratación administreerde de Spaanse handel met de Nieuwe Wereld en omvatte ook een zeevaartschool met Amerigo Vespucci als eerste directeur. In de kapel van het Casa de Contratación ontving het koningspaar Ferdinand en Isabella de ontdekkingsreiziger Christoffel Columbus na zijn tweede reis naar Amerika.
Het paleiscomplex omvat ook uitgestrekte tuinen in verschillende stijlen, van Moors tot renaissance.

## In populaire cultuur
In het paleis werden de films Lawrence of Arabia (1962) en Kingdom of Heaven (2005) deels opgenomen. Ook voor de televisieserie Game of Thrones werd in en om het paleis gefilmd.

## Afbeeldingen

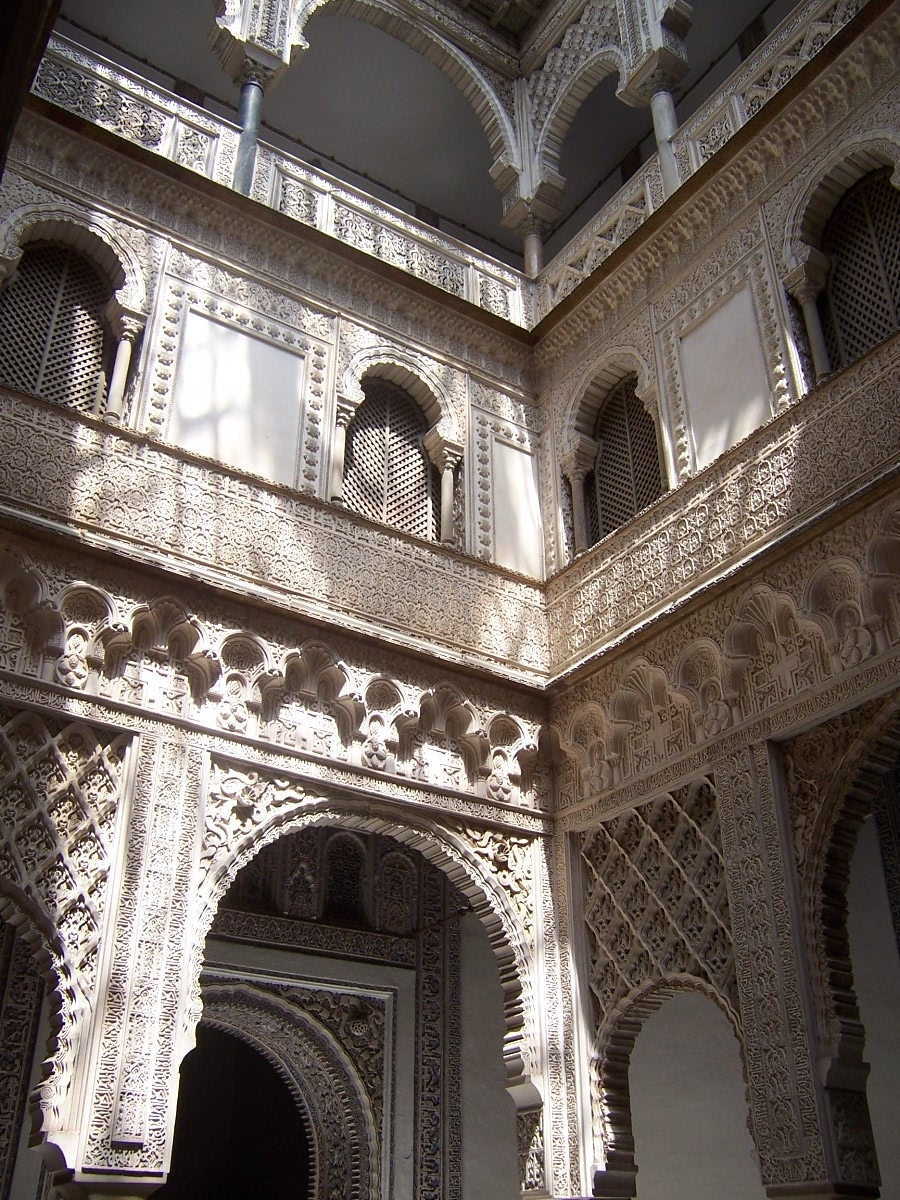
Patio de las Muñecas
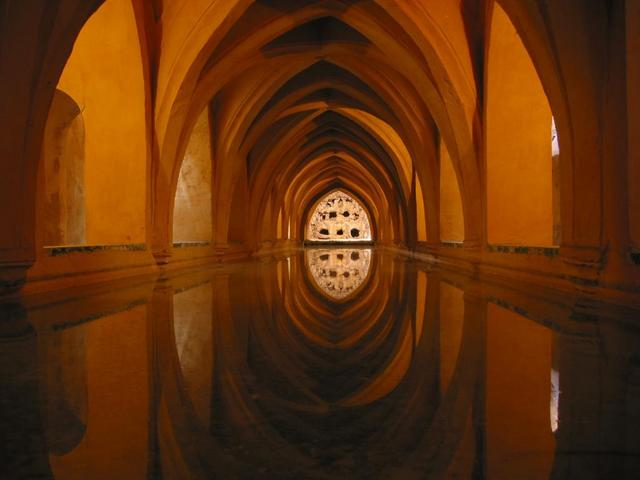
Baños de Doña María de Padilla
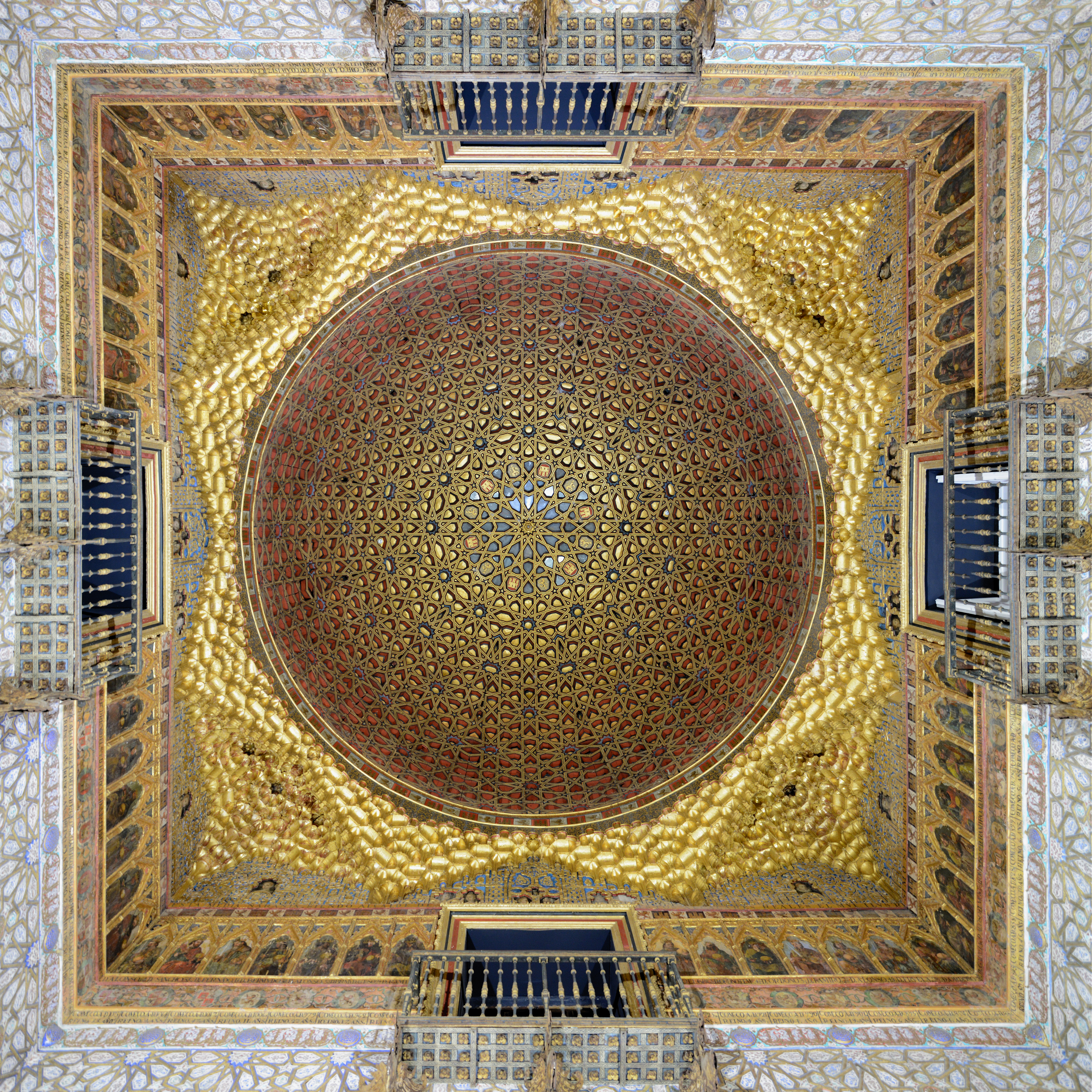
Salón de Embajadores
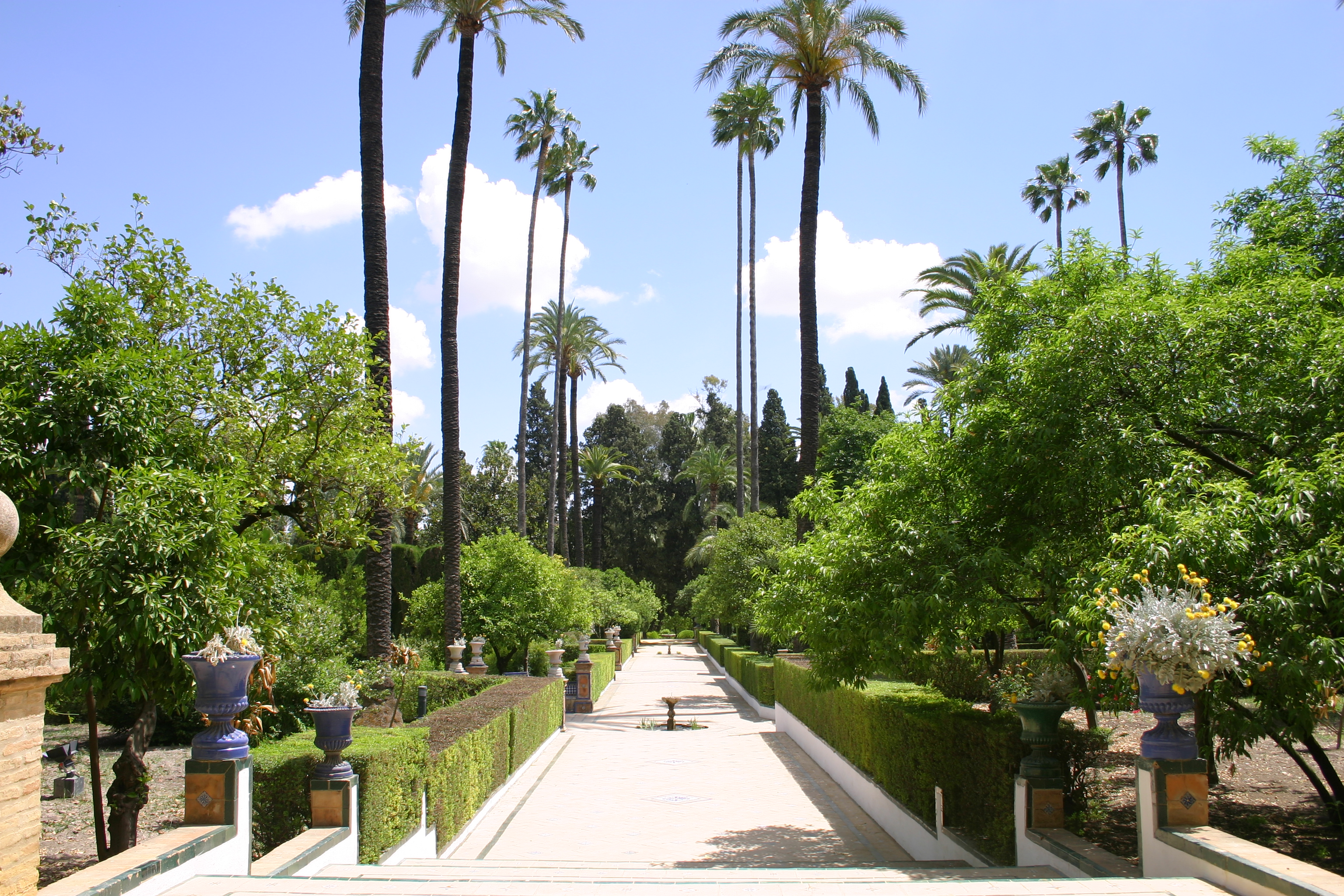
Paleistuinen
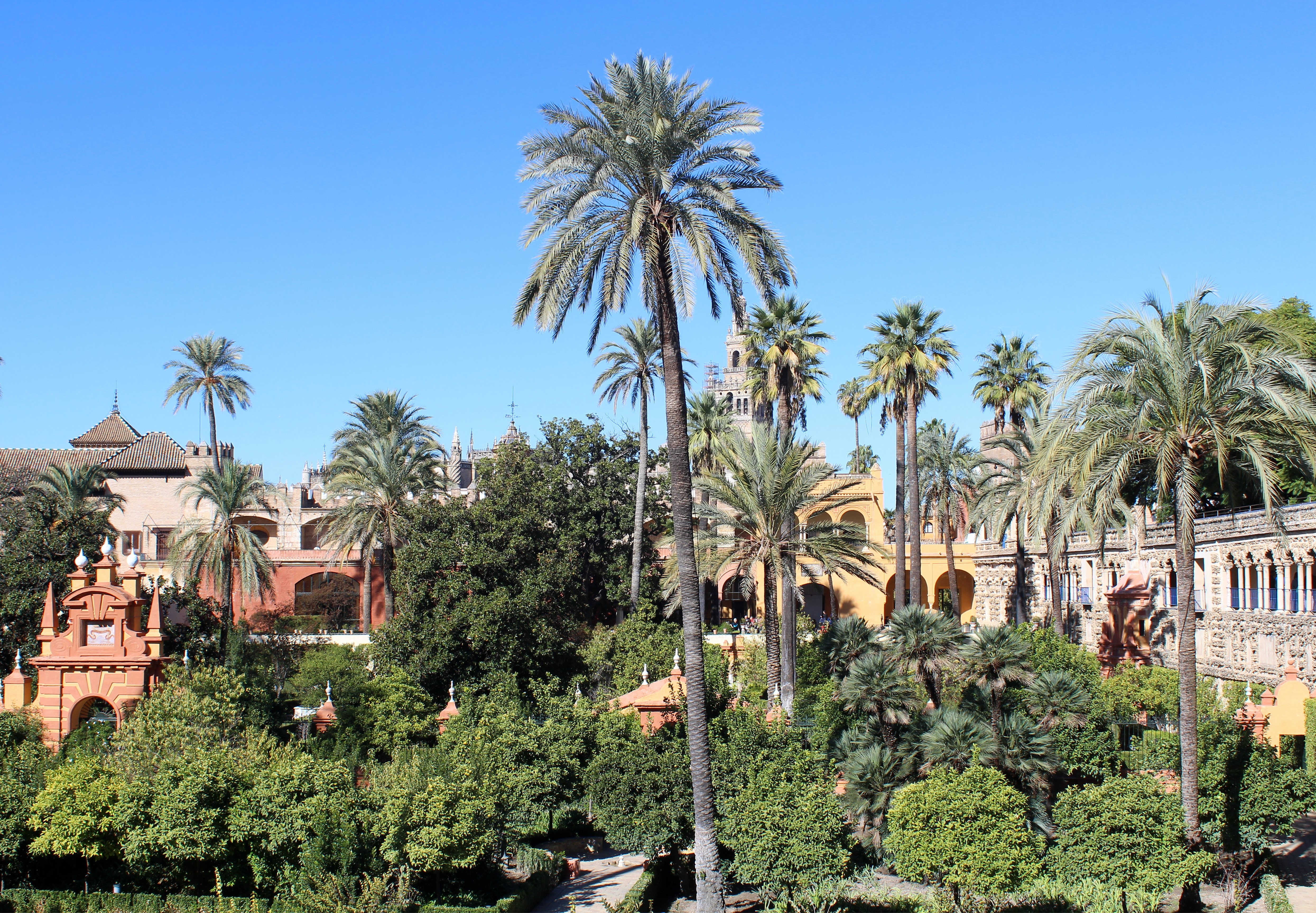
Paleistuinen vanaf de Galería del Grutesco